# Valea Mărului
Valea Mărului is een Roemeense gemeente in het district Galați.
Valea Mărului telt 3755 inwoners.